# Первенство СССР между командами союзных республик по шахматам 1981
Первенство СССР между командами союзных республик по шахматам 1981 года — 15-е первенство страны. Проходило с 16 по 30 мая в Москве.

## Группа А
- 1. УССР (А. Белявский, О. Романишин, Г. Кузьмин, И. Дорфман, В. Тукмаков, К. Лернер, В. Савон — запасной, М. Литинская, Л. Семёнова) — 48 очков из 72;
- 2. Москва (Т. Петросян, Ю. Балашов, А. Юсупов, С. Долматов, Е. Васюков, С. Макарычев, Д. Бронштейн — запасной, Е. Ахмыловская, Л. Зайцева) — 42½;
- 3. Грузинская ССР (Т. Георгадзе, Э. Гуфельд, Б. Гургенидзе, Э. Убилава, Г. Зайчик, З. Азмайпарашвили, З. Стуруа — запасной, М. Чибурданидзе, Н. Иоселиани) — 40½;
- 4. РСФСР — 40;
- 5. Ленинград — 37½;
- 6. Латвийская ССР — 37;
- 7. БССР — 34;
- 8. Молдавская ССР — 31½;
- 9. Эстонская ССР — 30;
- 10. Узбекская ССР — 24.

## Группа Б
- РСФСР (2) — 49 очков из 72; Москва (2) — 47½; Украинская ССР (2) — 42 (все вне конкурса);
- 11. Литовская ССР — 40½;
- 12. Армянская ССР — 39;
- 13. Казахская ССР — 38½;
- 14. Азербайджанская ССР — 34;
- 15. Киргизская ССР — 25;
- 16. Таджикская ССР — 23½;
- 17. Туркменская ССР — 21.

Лучшие индивидуальные результаты: 1-я мужская доска — М. Таль (Латвийская ССР) — 7 из 9; 1-я женская доска — М. Литинская — 6½.